# رياضة دموية

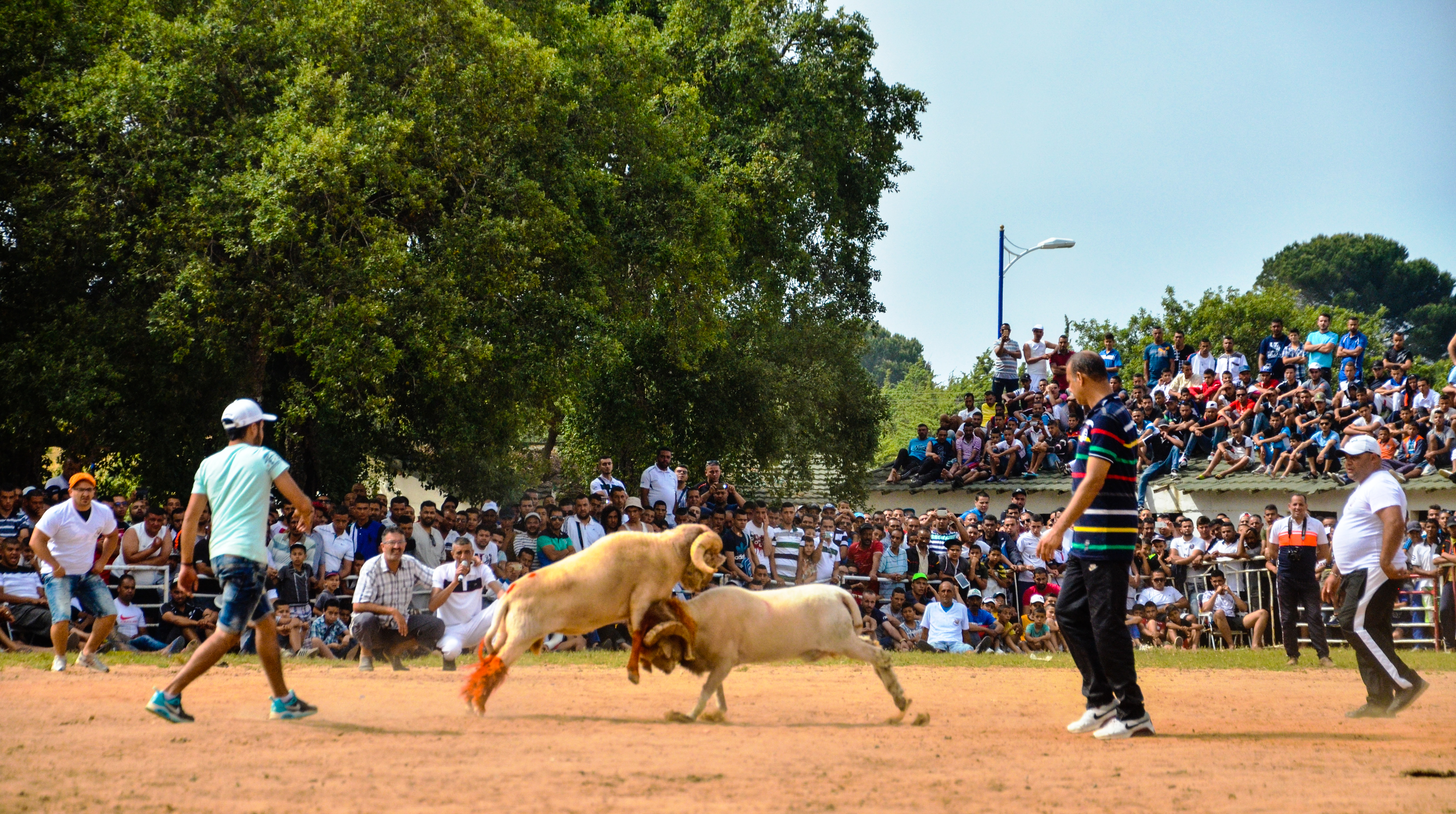
مصارعة الكباش في الجزائر

الرياضة الدموية هي نوع من الرياضات أو الألعاب الترفيهية التي تتضمن إراقة للدماء. تتضمن الأمثلة الشائعة على الرياضات الدموية رياضات القتال، كمصارعة كبش والديوك ومصارعة الكلاب وبعض أنواع صيد الحيوانات والأسماك. تتضمن الأنشطة التي تصنف كرياضات دموية، والتي يشارك فيها البشر، ألعابا مثل ألعاب المجالدة الرومانية القديمة.

## أصل المصطلح
وفقا لتانر كارسون، فإن أول استخدام للمصطلح كان للإشارة إلى الصيد على ظهر الخيول، حيث يتم مطاردة الفرائس كالثعالب والأرانب. قبل اختراع الأسلحة النارية، كان الصيادون يستخدمون السهام والرماح لجرح حيوان ما، والذي يتم مطاردته حينها وربما قتله من مسافة قريبة، كما كان يحدث في صيد الخنازير في القرون الوسطى. تم الترويج لهذا المصطلح من قبل الكاتب هنري ستيفنز سولت.
لاحقا، تم تطبيق المصطلح لوصف العديد من أنواع الاصطياد والقتال القسري، كاصطياد الثيران والدببة، مصارعة الديوك، والتطورات اللاحقة مثل مصارعة الكلاب واصطياد الجرذان. وقد كانت الحيوانات تربى خصيصا لهذا النوع من القتال. في العصر الفيكتوري، بدأ الإصلاحيون الاجتماعيون بشن معارضة قوية لمثل هذه الأنشطة، مستندين في ذلك على أسباب أخلاقية وفضائلية، وعلى رفاه الحيوان.

## قضايا معاصرة

### صيد الحيوانات والأسماك الترفيهي
يسعى المطالبون بحقوق الحيوانات ورفاه الحيوانات بتمديد مصطلح الرياضة الدموية ليشمل العديد من أنواع الصيد. اعتبر الصيد التذكاري وصيد الثعالب على وجه الخصوص من ضمن الرياضات الدموية، وذلك من قِبل المهتمين برفاه الحيوان وأخلاقيات التعامل مع الحيوانات والحفاظ عليها.
وصف صيد السمك الترفيهي أحيانا على أنه رياضة دموية يقوم بها الراغبون بالترفيه.

### قتال الحيوانات
فرضت قيود كثيرة على الرياضات الدموية في معظم أنحاء العالم. وبقيت بعض الرياضات الدموية قانونية تحت درجات متفاوتة من السيطرة في أماكن محددة (كمصارعة الثيران والديوك)، إلا أن شعبيتها تراجعت في أماكن أخرى. يوصف أنصار الرياضات الدموية على نطاق واسع بأنهم تقليديون على مستوى ثقافتهم. فعلى سبيل المثال، لا يعتبر محبو مصارعة الثيران أنهم يمارسون رياضة، بل يعتبرونه نشاطا ثقافيا. وفي بعض الأحيان، يطلق على مصارعة الثيران «مسرحية مأساوية»، إذ أنه في أحيان كثيرة يتم قتل الثور ويكون مصارع الثور مهددا بالموت دائما.

### الفيديوهات على الإنترنت
هناك العديد من المواقع الإلكترونية العارضة للفيديوهات، مثل يوتيوب، التي تمنع بث الرياضات الدموية الحيوانية.

### في الأعمال الروائية
تعتبر الرياضات الدموية من المواضيع الشائعة في الأعمال الروائية. وقد صورت الروايات التاريخية الرياضات الواقعية مثل ألعاب المجالدة والمقارعة بالرماح، وقد صور الخيال العلمي الديستوبي أنواعا مختلفة من الرياضات الدموية في مجتمعات معاصرة أو مستقبلية. بنيت بعض الأعمال الفنية الشعبية على ألعاب دموية، مها باتل رويال، ذا هانغر غيمز، ذا رننغ مان، ذا لونغ ووك، فايت كلاب، ديث ريس 2000، أموريس بيروس، وذا موست دينجرَس غيم. كما أن الرياضات الدموية شائعة أيضا في ألعاب الفيديو (مثل لعبة أنريل تورنمنت، وستريت فايتر وغيرها)، وقد أصبحت ألعاب الفيديو هذه ذات أغلبية وسط باقي أنواع ألعاب الفيديو.
تصور أعمال خيال الأكوان العلمي مثل حرب النجوم ودكتور هو أنواعا أخرى من الرياضات الدموية.

## قائمة بالرياضات الدموية

### بين الإنسان والحيوان
- قذف الغرير
- قذف الخنازير
- مصارعة الثيران
- رمي الديوك
- صيد الثعالب
- قذف الثعالب
- شد الإوز
- قذف الأرانب البرية
- مصارعة الإنسان والحيوان
- مصارعة الإخطبوط
- قذف القطط البرية
- صيد الذئاب
- قذف الذئاب

### بين الحيوانات وبعضها
- مصارعة الغرير
- مصارعة الدببة
- مصارعة السمك المقتال
- مصارعة الثور
- مصارعة الجمال
- مصارعة الديوك
- مطاردة الحيوانات
- مصارعة صراصير الليل
- مصارعة الكلاب
- مصارعة الحمير
- مصارعة البط
- صيد الثعالب
- مطاردة الأرانب البرية
- مصارعة الخنازير
- مصارعة الضباع
- مصارعة الحشرات
- مطاردة أبناء آوى
- مصارعة الأسود
- مصارعة القردة
- مصارعة الخيول المنظمة
- مصارعة الأكباش
- مصارعة الفئران
- مصارعة العناكب
- مصارعة الذئاب

### بين الإنسان والإنسان
- الملاكمة اليونانية القديمة
- الملاكمة
- رياضة القتال
- الفنون القتالية المختلطة
- المجالدة
- ملاكمة مواي بوران
- الملاكمة التايلاندية
- البانكريشن
- الباسولا